# Євлейка
Євлейка (рос. Евлейка) — село в Павловському районі Ульяновської області Російської Федерації.
Населення становить 487 осіб. Входить до складу муніципального утворення Павловське міське поселення.

## Історія
Від 2004 року входить до складу муніципального утворення Павловське міське поселення.

## Населення
| 2010 |
| ---- |
| 487  |